# Grand Alliance (HDTV)
El fòrum Grand Alliance (o Gran Aliança) és un consorci nord-americà d'actors implicats en la indústria de la televisió creada el 1993 però el seu principi es remunta a 1987, època on Europa va adoptar el D2-Mac i l'Alta Definició analògica (HD Mac). El seu objectiu principal va consistir en definir les normes comunes de la Televisió digital i de la televisió d'alta definició per als Estats Units, Canadà i els països associats del bloc nord-americà. Durant el seu desenvolupament i llançament, va comptar 7 actors importants del sector, AT & T Corporation, David Sarnoff Research Center, General Instrument Corporation,  Massachusetts Institute of Technology,  Philips Consumer Electronics,  Thomson Consumer Electronics i  Zenith Electronics Corporation.
El sistema  DTV de la  Grand Alliance  serà la base per al  estàndard ATSC. Una agrupació similar es va fonamentar a Europa al voltant del fòrum  DVB.

## Cronologia de la Grand Alliance
El consorci Grand Alliance és l'evolució de diversos comitès anteriors. Reuneix investigadors i experts dels sectors implicats en televisió, vídeo i transmissions.
- 1987 - Es funda l'"Advisory Committee on Advanced Television Service", amb Richard E. Wiley com a president
- 1990 - El FCC defensa el principi  Simulcast
- 1990 - S'anuncien quatre sistemes de HDTV en competència entre si
- 1992 - Es proven els 4 sistemes en el Advanced Television Test Center (ATTC)
- 1992 - Tots els competidors anuncien planificació de millores
- 1993 - La junta Especial (Special Panell) de ACATS recomana tornar a fer proves
- 1993 - S'introdueixen els formularis de la Grand Alliance, comença la fase "col·laborativa"
- 1994 - El Grand Alliance System se sotmet a la verificació de ATTC
- 1995 - Es publica l'Estàndard Un/53 ATSC, incorporant el "Grand Alliance System"
- 1996 - El FCC adopta la norma Un/53 ATSC com a estàndard per a la transmissió de televisió digital, però s'exclouen els requisits respecte a formats d'escaneig, relació d'aspecte, i línies de  resolució  vertical
- 1997 -L'Academy of Television Arts & Sciences presenta als  Primetime Engineering Emmy Award a les empreses de Grand Alliance per al desenvolupament i estandardització de la transmissió i tecnologia per a la televisió digital.